# Presidente Kennedy (Espírito Santo)
Presidente Kennedy é um município brasileiro do estado do Espírito Santo. Localiza-se no extremo sul do estado a uma latitude 21°05'56" sul e a uma longitude 41°02'48" oeste estando a uma altitude de 55 metros. Sua população estimada em 2024 pelo Instituto Brasileiro de Geografia e Estatística (IBGE) era de 14 647 habitantes. Possui uma área de 594,897 km².
Presidente Kennedy é uma das cidades menos populosas do Espírito Santo, porém com um dos maiores PIB per capita do país (R$ 580.174,17), em grande parte devido a explorações em alto mar da chamada camada pré-sal no Oceano Atlântico pela Petrobras e outras empresas do ramo. Todavia, continua sendo um município com muita pobreza e desigualdade.

## História
A trajetória histórica da localidade remonta ao ano 1581, quando, vindo do Rio de Janeiro, o padre José de Anchieta construiu uma igreja de madeira na Planície de Muribeca, às margens do rio Itabapoana. Até então, a região era habitada por índios Puris e Botocudos.
Anchieta instalou ainda residência, oficinas, enfermaria, horto, pomar, criadouro de peixe, casa de farinha e usina de açúcar. Mais de um século depois, outro jesuíta, padre André de Almeida, instituiu nas imediações da igreja a Fazenda Muribeca, legalizada em 1702.
A propriedade tinha 9 léguas e meia de frente por 8 léguas e meia de fundo e foi uma das maiores fazendas pecuárias do Brasil, abrangendo sul do Espírito Santo e norte do Rio de Janeiro, até a região de Campos dos Goytacazes-RJ.
A Igreja das Neves foi construída em meados do século XVII onde havia a igreja de madeira. Por volta de 1694, com ajuda de índios catequizados e escravos, o novo templo foi erguido. A imagem de Nossa Senhora das Neves veio de Portugal em 1750.
O território de Presidente Kennedy foi desmembrado de Itapemirim com a emancipação em 30 de dezembro de 1963 através da Lei Estadual nº 1918. A lei estadual de criação/fundação da cidade entrou em vigor no dia 4 de abril de 1964, assim conseguindo a sua autonomia administrativa, a chamada emancipação política.
O município se chamaria Batalha, mas com o assassinato do presidente norte-americano John F. Kennedy, fato que abalou o mundo, o deputado estadual Adalberto Simão Nader tomou a iniciativa de sugerir que se homenageasse o político que criou a Aliança para o Progresso, programa de ajuda aos países do 3º Mundo. Presidente Kennedy hoje tem 583,933 km² e 11.221 habitantes (2014).

## Turismo
Presidente Kennedy possui belas praias em sua orla - de 16 km de extensão, sendo as mais conhecidas Praia das Neves e Praia de Marobá, a 18 km do Centro.

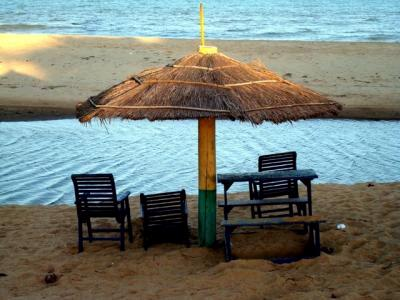
Praia de Marobá.

A Praia de Marobá fica também a 6 quilômetros do Estado do Rio de Janeiro e recebe cerca de dez mil pessoas por final de semana.
Pontos turísticos
Igreja das Neves: construída pelos padres jesuítas no século XVII com ajuda dos escravos e índios catequizados. É um marco do nascimento da cidade.
Mangue: é uma das maiores áreas do país. São 300 hectares cercados de Mata Atlântica e restinga. Destaque para as capivaras, macacos, jacarés.
Trilhas para cavalgadas: o cavalo faz parte da rotina da cidade, é uma paixão local. No trajeto, tanto pelo interior como o litoral encontram-se belos cenários: rios, lagoas, praias e fazendas.
Morro da Serrinha: é possível praticar trekking no local. São 40 minutos de caminhada para alcançar o cume, de onde se avista o Oceano Atlântico, a Pedra do Itabira, o Frade e a Freira, o Monte Aghá e até a Pedra Azul.
Farinheiras: a tradição artesanal de fazer farinha caseira continua em algumas comunidades do município. Tudo começou com os índios e a ajuda do beato Anchieta, que construiu na região a primeira Casa de Farinha.
Mata de restinga: são 9 km entre as praias de Marobá e das neves. A vegetação densa abriga cactos e árvores de até 5 metros de altura.

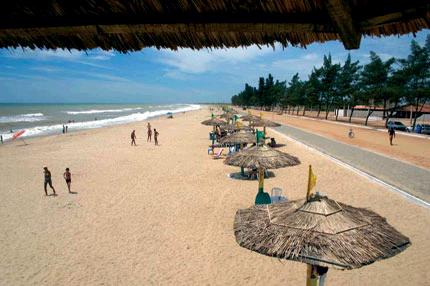
Praia das Neves.

Praia das Neves: mar calmo e areias claras, próprio para crianças. Possui quiosques de sapê que dão um charme especial ao local.
Praia de Marobá: é a principal praia da cidade, cheia de falésias. Em sua orla existem diversas castanheiras. É o point dos esportes de verão. Com Rodeio e Motocross.
Fauna marinha: inclui tartarugas que desovam nas praias locais, andorinhas do mar, golfinhos e até baleias jubartes que passam pela região com destino à Abrolhos, na Bahia.

## Economia
A economia na região é basicamente da pecuária, cultivo de mandioca, maracujá, cana-de-açúcar, leite, mamão e da exploração de petróleo. O município é o maior produtor de leite do estado do Espírito Santo, com destaque para a região oeste do município.
O município é atualmente um dos que mais se beneficiam com os royalties provenientes da Indústria do Petróleo que está se instalando no município e no estado. O município possui a maior reserva de petróleo marítima do Espírito Santo, com cerca de 1,9 bilhões de barris. Atualmente, a Petrobras produz 220 mil barris por dia, no campo de Jubarte.
Presidente Kennedy tem grandes produção em alto-mar, estão instaladas grandes empresas na área do petróleo, minério e portos como a Petrobras, Chevron (Texaco), Shell, Samarco e a Vale.
A Ferrous que havia anunciado um investimento em Presidente Kennedy de US$ 2,7 bilhões (dois bilhões e setecentos milhões de dólares ) teve o projeto liberado pelo IBAMA mas está paralisado por falta de recursos.
Um novo projeto de porto privado para o município está em fase final de liberação por parte do IBAMA. Será o Porto Central de Presidente Kennedy, uma parceria entre a TPK Logística, o porto holandês de Roterdã e o governo Capixaba.
O Porto Central será o maior complexo portuário privado do país.

### Pré-Sal
Um marco histórico para o município de Presidente Kennedy, para o Brasil e também para a exploração de petróleo mundial foi o começo da exploração de petróleo na chamada camada pré-sal, o primeiro lugar a ser explorado e o primeiro beneficiado foi o município de Presidente Kennedy. [carece de fontes?]

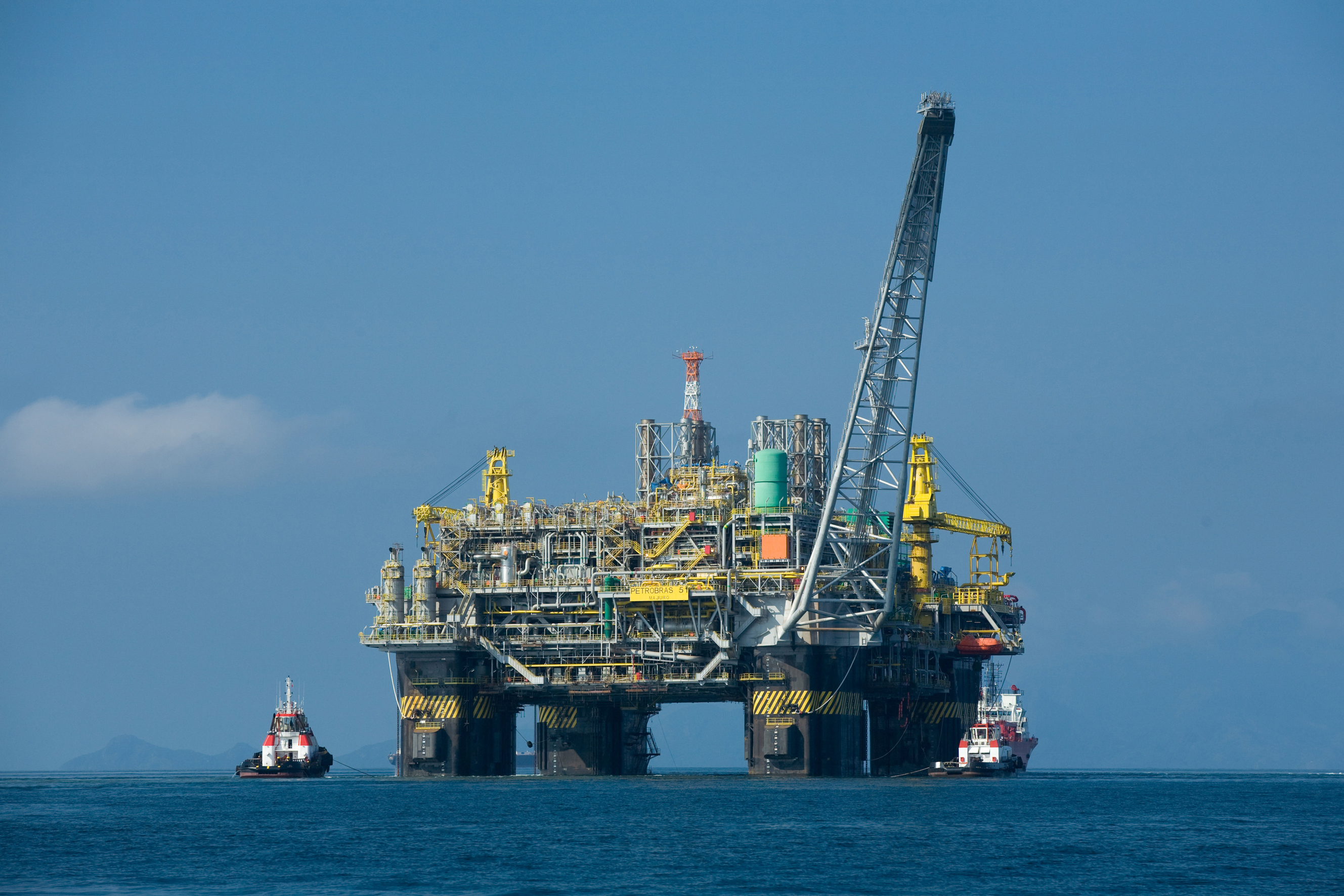
Plataforma P-51 da Petrobras.

Os investimentos no pré-sal podem chegar a US$ 8,5 bilhões previstos pela Petrobras e ainda este valor pode aumentar, para os projetos em andamento no litoral do município. As descobertas na camada de pré-sal foram anunciadas em 2007. A estatal não informou o volume da descoberta em Jubarte, que pertence a Presidente Kennedy mas somente um dos reservatórios anunciados em 2007, tem quantidade estimada em até 8 bilhões de barris. [carece de fontes?]
As recentes descobertas de petróleo na áreas do pré-sal motivaram, inclusive, exercícios da Marinha do Brasil na região, para proteger o chamado ouro negro brasileiro.

## Infraestrutura
Com a chegada do Porto Central em Presidente Kennedy, o governo Capixaba pretende duplicar as rodovias ES-060 e ES-162 e ainda o início das obras da ES-297 que ligará a BR-101 à ES-060 na altura de Praia das Neves.
Na cidade já existe um gasoduto que leva gás de Cabiúnas a Vitória e que corta toda a região. Ainda há o projeto de construção da Ferrovia Litorânea Sul, um ramal até Presidente Kennedy, a ferrovia ES-RJ ligará Vitória ao Rio de Janeiro.

## Sociedade

### ExpoKennedy - A Festa da Cidade
A festa da cidade já se tornou tradição no Espírito Santo há muito tempo, ela é chamada de ExpoKennedy. Famosa por trazer cantores de renomes nacional. Já cantaram na festa da cidade:Frank Aguiar, LS Jack, Gian e Giovani,Marlon e Maicon Rick e Renner, Vanessa Camargo, KLB, Zezé di Camargo e Luciano, Zé Ramalho, Ataíde e Alexandre, Gino e Geno, Bonde do Forró, Bruno e Marrone, Banda Calypso, César Menotti e Fabiano, Claudia Leitte, Guilherme & Santiago, Amado Batista, Fernando e Sorocaba, Calcinha Preta, entre outros.
Seu pico de público foi em 2006 com Zezé di Camargo e Luciano, trazendo mais de 125 mil pessoas ao Parque de Exposições Afonso Costalonga na sede do município, maior público até hoje de Zezé di Camargo e Luciano no Espírito Santo.

## Acessos
O acesso ao Município é pela BR-101 Sul, no km 418 sentido Vitória–Campos, encontra-se um trevo o qual seguindo a ES-162, siga 20 km até a cidade de Presidente Kennedy, ou pela Rodovia do Sol (ES-060) passando por Marataízes e novamente pegando a ES-162 são 15 km ou ainda pela RJ-224 sentido à Vitória são 21 km.